# Старов, Иван Егорович
Ива́н Его́рович Старо́в (12 [23] февраля 1745, Москва — 5 [17] апреля 1808, Санкт-Петербург) — русский архитектор, один из крупнейших зодчих екатерининского классицизма, создатель петербургских Таврического дворца, Троицкого и Князь-Владимирского соборов. Академик (с 1769) и профессор (с 1785) Императорской Академии художеств.

## Биография

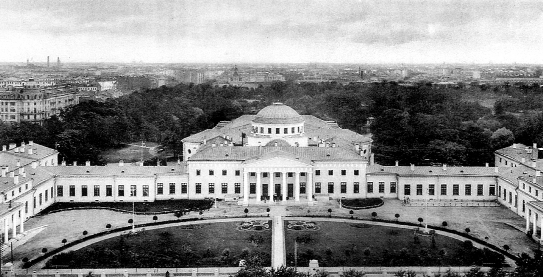
Таврический дворец и сад в 1914 году.

Родился в семье дьякона Георгия Ивановича и его жены Татьяны Васильевой в Москве.
В 1755 году был принят в воспитанники гимназии при Московском университете, через год переведён из неё в гимназию при Санкт-Петербургской академии наук, а в 1758 году поступил в ученики архитектурного класса Академии художеств к А. Ф. Кокоринову и Ж. Б. Валлен-Деламоту. Окончив обучение с золотой медалью, Старов получил право на выезд за границу «для изучения славнейших древностей» в качестве пенсионера академии. С 1762 по 1768 года он путешествовал, был в Париже, где учился у Шарля де Вайи, и в Риме.
По возвращении в Санкт-Петербург, в 1769 году он получил звание академика за проект здания для кадетского шляхетского корпуса. Годом позже Старов занял в академии должность адъюнкт-профессора, из которой в 1770 году повышен до профессора. В 1772—1774 годах был главным архитектором «Комиссии о каменном строении Санкт-Петербурга и Москвы». В 1790 году разработал план по образованию города Николаева вокруг верфи между устьями рек Ингул и Южный Буг. План города отличается прямыми линиями и правильными кварталами. В 1794 году был произведён в адъюнкт-ректоры.
Похоронен на Лазаревском кладбище Александро-Невской лавры.

### Семья
Был женат на Наталье Демидовой (17.08.1748—19.05.1832), дочери горнопромышленника Григория Демидова. Их венчание состоялось в церкви святого апостола Андрея Первозванного 30 января (10 февраля)  1771 года. Поручителями на их венчании были — директор Академии художеств А. Ф. Кокоринов, который был женат на сестре Натальи, Пульхерии, а также Никита Никитич Демидов. 20 (31) мая 1771 года молодожёны приобрели каменный дом на 6-й линии Васильевского острова, где проживали до переезда на Фонтанку в 1776 году. Во второй половине 1780-х годов семья переехала в новый трехэтажный дом. У них родились: сыновья Пётр (15.11.1772), Павел (01.11.1774), Гавриил (27.08.1777), Михаил (17.09.1781); и дочери: Анастасия (12.12.1785), Наталья (01.04.1789—26.07.1822).

## Работы
Санкт-Петербург и окрестности:
- Троицкий собор в Александро-Невской лавре (1776—1790), там же надвратная церковь (1783—1785);
- Усадьба Демидовых на Петергофской дороге и парк при ней (ориентировочно 1782);
- Софийский собор в Софии, близ Царского Села (1782—1788)[d];
- Воскресенская церковь на Волковском кладбище (1782—1785);
- Таврический дворец (1783—1789);
- Князь-Владимирский собор (1783—1789, перестройка после пожара);
- Пеллинский дворец (1785—1789);
- Дачные дворцы в имениях Тайцы и Сиворицы Санкт-Петербургской губернии;
- Церковь Покрова Пресвятой Богородицы в Большой Коломне (1798).

Московская область:
- Усадьба Никольское-Гагарино (1771).

Тульская область:
- Дворцовый ансамбль в Богородицке (1771—1776);
- Свято-Преображенская церковь в cеле Спасское Бобрики[e] (1778).

Татарстан:
- Собор Казанской иконы Божией Матери Богородицкого монастыря в Казани.

Ростов-на-Дону:
- Церковь Сурб-Хач на территории бывшей Нахичевани (Ростов-на-Дону)[f].

Украина:

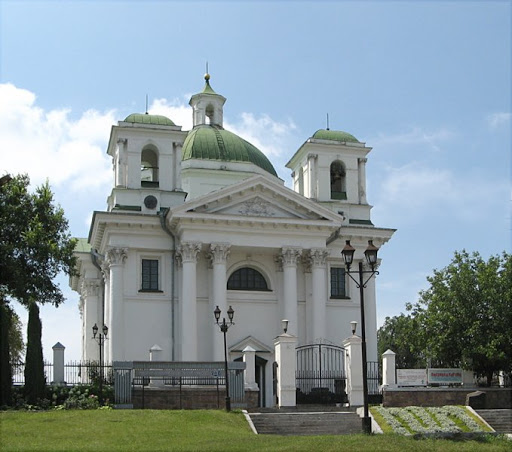
Костёл святого Иоанна Крестителя в Белой Церкви (Киевская область)

- Екатерининский собор в Херсоне (1786);
- Потёмкинский дворец[укр.] в Екатеринославе (1787—1789);
- План города Николаева (1790);
- церковь св. Григория в Николаеве (1790).

Республика Беларусь:
- Дворец Потёмкина в Кричеве (1778—1787 годы);
- Предположительно выступал архитектором проекта центральной части дворца Петра Александровича Румянцева-Задунайского (1777—1796).

## Память
В честь архитектора названа улица в Николаеве.

### Комментарии
1. ↑  участок современного дома № 17
2. ↑  Семеоновская улица (современный адрес — улица Белинского, дом №2)
3. ↑  был спроектирован самим архитектором. Находится по адресу — угол улицы Белинского, дом №1 (бывшая Семеоновская улица) и набережной Фонтанки, дом № 32
4. ↑  принимал участие в строительстве совместно с Чарльзом Камероном
5. ↑  в настоящее время микрорайон Бобрик-Гора города Донской
6. ↑  старейшее, из сохранившихся, здание в современных границах города
7. ↑  улица Архитектора Старова в микрорайоне Северный